# Campanhó e Paradança
Campanhó e Paradança (oficialmente: União das Freguesias de Campanhó e Paradança) é uma freguesia portuguesa do município de Mondim de Basto, com 30,03 km² de área e 600 habitantes (censo de 2021). A sua densidade populacional é 20 hab./km².

## História
Foi criada aquando da reorganização administrativa de 2012/2013, resultando da agregação das antigas freguesias de Campanhó e Paradança, mais as aldeias de Ponte de Olo e Carrazedo, até aí pertencentes à freguesia de Ermelo.

## Demografia
A população registada nos censos foi:
| Distribuição da População por Grupos Etários | Distribuição da População por Grupos Etários | Distribuição da População por Grupos Etários | Distribuição da População por Grupos Etários | Distribuição da População por Grupos Etários | Distribuição da População por Grupos Etários |
| -------------------------------------------- | -------------------------------------------- | -------------------------------------------- | -------------------------------------------- | -------------------------------------------- | -------------------------------------------- |
| Antes da agregação                           |                                              |                                              |                                              |                                              |                                              |
| Ano                                          | 0-14 anos                                    | 15-24 anos                                   | 25-64 anos                                   | >= 65 anos                                   | Total                                        |
| 2001                                         | 127                                          | 115                                          | 331                                          | 150                                          | 723                                          |
| 2011                                         | 86                                           | 76                                           | 319                                          | 145                                          | 626                                          |
| Após a agregação                             |                                              |                                              |                                              |                                              |                                              |
| Ano                                          | 0-14 anos                                    | 15-24 anos                                   | 25-64 anos                                   | >= 65 anos                                   | Total                                        |
| 2021                                         | 64                                           | 57                                           | 301                                          | 178                                          | 600                                          |